# NA-4213
La  NA-4213  es una carretera local perteneciente a la Red de Carreteras de Navarra que se inicia en PK 0,00 de NA-8109 (Glorieta) y termina en Endériz. Tiene una longitud de 0,15 kilómetros.